# Centar (Noord-Macedonië)

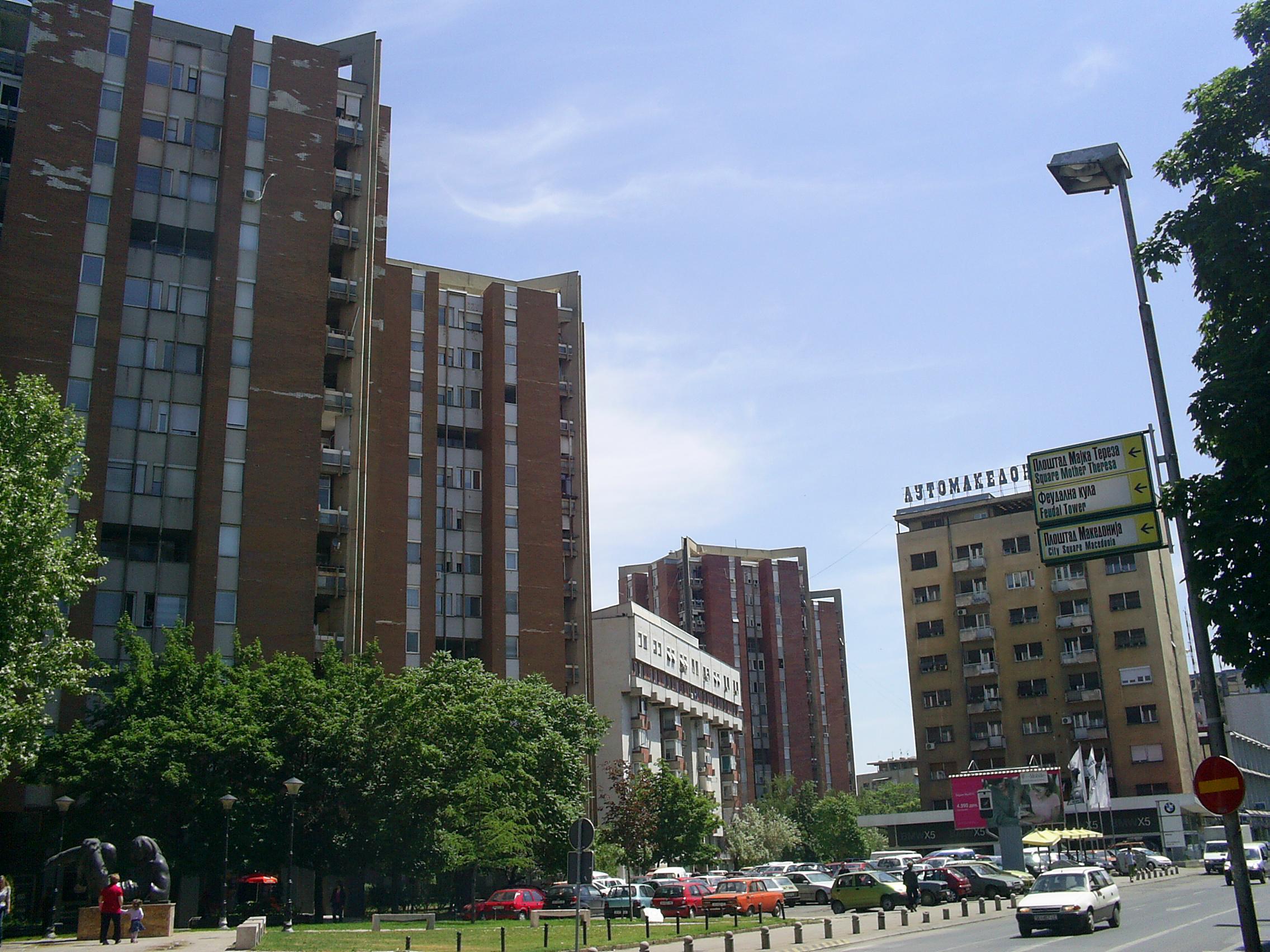
Centar - het centrum van Skopje

Centar (Macedonisch: Центар) is een gemeente in Noord-Macedonië en omvat het centrum van de hoofdstad Skopje.
Centar telt 45.412 inwoners (2002). De oppervlakte bedraagt 7,52 km², de bevolkingsdichtheid is 6038,8 inwoners per km².